# Фонд збереження снігового барса
Фонд збереження снігового барса (Snow Leopard Trust) — найбільша та найстарша організація, що займається охороною та збереженням рідкісного зникаючого виду диких кішок — снігового барса (Panthera uncia) та середовищ його існування в 12 країнах Центральної Азії. Це неприбуткова організація зі штаб-квартирою в Сіетлі, штат Вашингтон. В даний час загальна чисельність популяції снігового барса в дикій природі оцінюється в межах від 3 920 до 6 690.

## Історія
Організація була заснована в 1981 році Елен Елейн Фріман (10 березня 1932 — 20 вересня 2007). Під час волонтерства в зоопарку Сіетла вона захопилася цими тваринами та дізналась, що їм загрожує знищення. Пізніше вона приєдналася до персоналу зоопарку та поставила мету створити фонд для захисту снігового барса в дикій природі та місць його проживання. Її підхід також базувався на філософії покращення якості життя місцевих жителів в обмін на допомогу і співпрацю у збереженні рідкісного виду.

## Програми охорони
Фонд здійснює наукові дослідницькі проекти, керує програмами збереження на рівні громад та сприяє глобальній співпраці експертів та інших осіб, зацікавлених в охороні снігового барса.
Організація фінансується за рахунок пожертв, грантів, заходів зі збору коштів та продажу сувенірів на своєму вебсайті, а також підтримується зоопарками та іншими природоохоронними організаціями та є членом Асоціації зоопарків та акваріумів (AZA), Європейської асоціації зоопарків та акваріумів (EAZA), Всесвітньої асоціації зоопарків та акваріумів (WAZA), Міжнародної інформаційної системи Види 360.
Наразі організація зосереджує свої зусилля у п'яти країнах: Китаї, Індії, Монголії, Пакистані та Киргизстані. Фонд залучає та навчає працівників для проведення досліджень, освітніх та природоохоронних заходів. У семи інших країнах, де зафіксовані популяції снігового барса, підтримує та співпрацює з дослідниками та природоохоронними організаціями.

## Охорона на рівні громад
Співпраця з місцевими громадами країн поширення снігового барса є основою природоохоронної роботи організації. Фонд працює з місцевими жителями, щоб зрозуміти їхні потреби та спільно розробляти програми збереження барса. Ці програми повинні відповідати чотирьом важливим цілям:
- захист снігових барсів та середовища їх існування з залученням місцевих громад
- поліпшення якості життя жителів громади
- поступовий перехід до самодостатності і незалежності від зовнішнього фінансування
- перевіреність результатів за допомогою програм моніторингу.

У рамках програми Snow Leopard Enterprises (SLE) Фонд допомагає 300 родинам з Монголії, Киргизстану та Пакистану продавати вироби з шерсті їх худоби. Це дозволяє збільшити доходи місцевих жителів та залучити їх до охорони снігового барса у своїй місцевості. Громади погодились припинити полювання на барса та його здобич, а також допомагати у боротьбі з браконьєрством. Якщо протягом року не зафіксовано випадків браконьєрства — громада отримує грошову винагороду.
У 2011 році програма перемогла в BBC World Challenge, глобальному конкурсі низових підприємницьких ініціатив.

## Наука та дослідження
Фонд збереження снігового барса підтримує наукові дослідження біології та поведінки цих тварин, що допомагають ефективно організовувати програми з їх охорони.
У 2008 році організація розпочала довгостроковий дослідницький проект (10+ років) в провінції Монголії Південний Гобі. Хоча на сьогодні існує декілька цінних досліджень цього виду, більшість з них були короткотерміновими, максимальною тривалістю 4-5 років.
Метою цього проєкту є вивчення всіх аспектів екології снігового барса, дослідники застосовуватимуть різноманітні методи, включаючи фотопастки та GPS-ошийники. Фонд створив базовий табір у горах Тост, приблизно 250   км на захід від столиці провінції Даланзадгад. У першій хвилі дослідників були вчені з Аргентини, Монголії, США та Швеції. У рамках проєкту на 18 барсів одягнули GPS ошийники. Це велике дослідження проводиться у партнерстві з Міністерством природи, навколишнього середовища та зеленого розвитку Монголії, Академією наук Монголії та іншими природоохоронними фондами.
До початку цього багаторічного дослідження вчені фонду одягнули GPS ошийник на самку снігового барса на ім'я Баяд в національному парку «Читрал Гол» на півночі Пакистану 17 листопада 2006 року щоб зібрати детальні дані про переміщення та розмір ареалу виду. Це перше в історії дослідження диких снігових барсів за допомогою GPS-радіотехнологій.
Переміщення Баяд відслідковувались упродовж 14 місяців і давали більше даних, ніж всі попередні дослідження за допомогою радіоошийників. Зокрема, дослідники виявили, що вона ареал її переміщень становив 1563 км² між Пакистаном та Афганістаном. 

## Партнерство та співпраця
Фонд збереження снігового барса працює у партнерстві з природоохоронними громадськими організаціями у Пакистані, Монголії, Індії, Киргизстані та Китаї. Організація розробила систему Snow Leopard Information Management System (SLIMS), що полегшує обмін інформацією про результати досліджень снігового барса по всьому світу.
У 2013 році фонд був ключовим технічним партнером та співорганізатором Всесвітнього форуму зі збереження снігових барсів, що зібрав представників 12 країн його ареалу. Організаторами форуму також були Офіс Президента Киргизстану та Агентство з охорони навколишнього природного середовища та лісового господарства при уряді Киргизької Республіки.
На форумі, що проходив у Бішкеку, Киргизька Республіка, службовці та природоохоронці обговорили невідкладні дії та нову глобальну стратегію збереження зникаючого снігового барса та його середовища існування в екосистемах Центральної Азії. В результаті було прийнято  Бішкекську декларацію про збереження снігового барса та Глобальну програму відновлення екосистем снігового барса (GSLEP). Фонд продовжує підтримувати ряд країн у впровадженні GSLEP.

## Мережа дослідників снігового барса
Фонд підтримує мережу організацій та урядових установ, що займаються охороною снігового барса по всьому світу. Мережа була заснована у 2002 році на саміті зі збереження снігового барса у Сіетлі, США для співпраці дослідників з метою вирішення проблем що впливають на виживання виду, забезпечуючи можливості для місцевого населення у місцях його проживання. Мережа підготувала доповідь про Стратегію виживання снігового барса, в якій представлений скоординований план дій щодо забезпечення виживання цих зникаючих кішок.

## Співпраця з зоопарками та іншими природоохоронними організаціями
Фонд збереження снігового барса підтримує співпрацю між зоопарками та науковими організаціями, що займаються охороною виду по всьому світу. У березні 2008 року відбулась міжнародна конференція в Пекіні, Китай, вперше зібравши представників усіх країн ареалу снігового барса. Провідні природоохоронці та дослідники, а також урядові чиновники з 11 з 12 країн ареалу були серед понад 100 учасників конференції. Доктор Джордж Шаллер, один з перших, хто вивчав снігових барсів та доктор Урс Брейтенмосер, співголова групи спеціалістів МСОП з котячих, виступили з основним словом. Результати конференції включають оновлену карту ареалу поширення снігового барса, плани дій щодо конкретних країн та три резолюції.
1. Всі країни ареалу повинні прискорити розробку національного Плану дій з охорони снігового барса або реалізувати існуючі плани в повній мірі.
2. Кожна країна призначить відповідальну особу для координації з Мережею охорони снігового леопарда для обміну інформацією на національному та міжнародному рівні.
3. Уряди держав ареалу розроблять механізми (наприклад, Меморандуми про взаєморозуміння) для сприяння транскордонному співробітництву в таких питаннях, як торгівля, дослідження та управління, що стосуються збереження снігового барса, які включають, серед іншого, вплив змін клімату на розповсюдження та довгострокове виживання виду.

Зоопарки також відіграють важливу роль у збереженні снігового барса. Понад 50 зоопарків по всьому світу беруть участь у відповідній програмі партнерства. Вони, зокрема, долучаються до продажу товарів місцевих виробників через магазини сувенірів, поширення навчальних матеріалів тощо. Натомість зоопарки отримують доступ до природоохоронних програм у країнах поширення снігового барса, що підтримуються Фондом.

## Грантові програми
Природоохоронці та вчителі, які працюють на місцях у країнах поширення снігового барса, часто мають обмежені ресурси. Тому фонд надає підтримку проектам, що відповідають потребам, визначеним у Стратегії виживання снігового барса (SLSS).